# Wijken en buurten in Appingedam
De Nederlandse gemeente Appingedam is voor statistische doeleinden onderverdeeld in wijken en buurten. De gemeente is verdeeld in de volgende statistische wijken:
- Wijk 00 (CBS-wijkcode:000300)

Een statistische wijk kan bestaan uit meerdere buurten. Onderstaande tabel geeft de buurtindeling met kentallen volgens het Centraal Bureau voor de Statistiek (2008):
| CBS-buurtcode | Buurtnaam                                     | Inwonertal | Opp. totaal (ha) | Opp. land (ha) | Ligging                |
| ------------- | --------------------------------------------- | ---------- | ---------------- | -------------- | ---------------------- |
| BU00030000    | Appingedam-Centrum                            | 2520       | 90               | 84             | Locatie in de gemeente |
| BU00030001    | Appingedam-West                               | 3170       | 163              | 156            | Locatie in de gemeente |
| BU00030002    | Appingedam-Oost                               | 5860       | 296              | 285            | Locatie in de gemeente |
| BU00030007    | Verspreide huizen Damsterdiep en Eemskanaal   | 340        | 558              | 541            | Locatie in de gemeente |
| BU00030008    | Verspreide huizen ten zuiden van Eemskanaal   | 100        | 587              | 562            | Locatie in de gemeente |
| BU00030009    | Verspreide huizen ten noorden van Damsterdiep | 140        | 768              | 754            | Locatie in de gemeente |